# Mihaela Ursuleasa
Mihaela Ursuleasa (ur. 27 września 1978 w Braszowie, zm. 2 sierpnia 2012 w Wiedniu) – rumuńska pianistka.

## Życiorys
Urodziła się w Braszowie w Rumunii w 1978 roku. Edukację muzyczną zaczęła w wieku pięciu lat pod kierunkiem ojca, muzyka jazzowego. Dwa lata później występowała już publicznie, a w wieku ośmiu lat zaczęła nagrywać. W tym samym czasie zdobyła drugie miejsce na Międzynarodowym Konkursie Pianistycznym w Senigalli. Za namową Claudio Abbado zaczęła naukę u prof. Heinza Medjimoreca w Konserwatorium Wiedeńskim. W 1995 roku wygrała konkurs im. Clary Haskil. Cztery lata później zakończyła edukację zdobyciem dyplomu i odtąd jej kariera zaczęła się rozwijać. Pojawiła się w kilku wydawnictwach poświęconych młodym muzykom, zagrała także recitale, m.in. w Amsterdam Concertgebouw, Filharmonii Kolońskiej, Filharmonii Wiedeńskiej, Zürich Tonhalle i Carnegie Hall. Grała z Bamberg Symphony Orchestra, Orkiestrą Symfoniczną Polskiego Radia, Orkiestrą Symfoniczną Radia Berlin, RAI Orchestra Torino, orkiestrą Filharmonii Drezdeńskiej. W 2000 roku zdobyła nagrodę słuchaczy na konkursie im. Fryderyka Chopina.
Często występowała z Tanją Tetzlaff, Mirijam Contzen i Patricią Kopatchinskają, Hugo Wolff Quartet i Belcea Quartet.
Zmarła 2 sierpnia 2012 roku w Wiedniu z powodu wylewu krwi do mózgu.